# جان استرلینگ
جان استرلینگ (انگلیسی: John Sterling) بازیکن فوتبال آمریکایی است.